# 아오키 호히
아오키 호히(일본어: 青木 放屁, ? ~ ?)는 일본의 어린이 배우이다.